# Pelagobia serrata
Pelagobia serrata är en ringmaskart som beskrevs av Rowland Southern 1909. Pelagobia serrata ingår i släktet Pelagobia och familjen Lopadorhynchidae. Arten har ej påträffats i Sverige. Inga underarter finns listade i Catalogue of Life.